# S&M (альбом Metallica)

## Список композицій
| Перший диск | Перший диск                        | Перший диск                                             | Перший диск |
| #           | Назва                              | Автор                                                   | Тривалість  |
| ----------- | ---------------------------------- | ------------------------------------------------------- | ----------- |
| 1.          | «The Ecstasy of Gold»              | Енніо Морріконе                                         | 2:31        |
| 2.          | «The Call of Ktulu»                | Джеймс Гетфілд, Ларс Ульріх, Кліфф Бертон, Дейв Мастейн | 9:34        |
| 3.          | «Master of Puppets»                | Гетфілд, Ульріх, Бертон, Кірк Геммет                    | 8:55        |
| 4.          | «Of Wolf and Man»                  | Гетфілд, Ульріх, Геммет                                 | 4:19        |
| 5.          | «The Thing That Should Not Be»     | Гетфілд, Ульріх, Геммет                                 | 7:27        |
| 6.          | «Fuel»                             | Гетфілд, Ульріх, Геммет                                 | 4:36        |
| 7.          | «The Memory Remains»               | Гетфілд, Ульріх                                         | 4:42        |
| 8.          | «No Leaf Clover» (раніше невидана) | Гетфілд, Ульріх                                         | 5:43        |
| 9.          | «Hero of the Day»                  | Гетфілд, Ульріх, Геммет                                 | 4:45        |
| 10.         | «Devil's Dance»                    | Гетфілд, Ульріх                                         | 5:26        |
| 11.         | «Bleeding Me»                      | Гетфілд, Ульріх, Геммет                                 | 9:02        |
| 67:00       |                                    |                                                         |             |

| Другий диск | Другий диск                                | Другий диск             | Другий диск |
| #           | Назва                                      | Автор                   | Тривалість  |
| ----------- | ------------------------------------------ | ----------------------- | ----------- |
| 1.          | «Nothing Else Matters»                     | Гетфілд, Ульріх         | 6:47        |
| 2.          | «Until It Sleeps»                          | Гетфілд, Ульріх         | 4:30        |
| 3.          | «For Whom the Bell Tolls»                  | Гетфілд, Ульріх, Бертон | 4:52        |
| 4.          | «- Human» (Nothing Else Matters 99 B-side) | Гетфілд, Ульріх         | 4:20        |
| 5.          | «Wherever I May Roam»                      | Гетфілд, Ульріх         | 7:02        |
| 6.          | «The Outlaw Torn»                          | Гетфілд, Ульріх         | 9:59        |
| 7.          | «Sad but True»                             | Гетфілд, Ульріх         | 5:46        |
| 8.          | «One»                                      | Гетфілд, Ульріх         | 7:53        |
| 9.          | «Enter Sandman»                            | Гетфілд, Ульріх, Геммет | 7:39        |
| 10.         | «Battery»                                  | Гетфілд, Ульріх         | 7:25        |
| 67:38       |                                            |                         |             |

## Учасники запису

### Metallica
- Джеймс Гетфілд — вокал, ритм-гітара, акустична гітара, соло-гітара в «Nothing Else Matters» і «The Outlaw Torn»
- Кірк Геммет — соло і ритм-гітара, бек-вокал
- Джейсон Ньюстед — бас-гітара, бек-вокал
- Ларс Ульріх — ударні

Симфонічний оркестр Сан-Франциско
- Майкл Кеймен — диригент
- Джон Кізер — генеральний менеджер
- Ерік Ечен, Джошуа Гаррет, Дуглас Халл,  Джонатан Ринг,  Брюс Робертс, Роберт Вард, Джеймс Смелсер — валторна
- Девід Теє, Річард Андайа, Барара Богатін, Джил Рачуй Бріндел, Девід Голдблат — віолончель
- Джеремі Констан (концертмейстер), Даніель Беннер, Енріке Бочеді, Пол Бранкато, Катерин Даун, Брюс Фрайфельд, Конні Гантсвег, Майкл Герлінг, Френсіс Джефрі, RРоберт Зелнік, Юкіко Камей, Наомі Казама, Кум Мо Кім, Ясуко Хатторі, Мелісса Клайнбарт, Мо Кобіалка, Даніель Кобіалка, Рудольф Кремер, Келі Леон-Пірс, Дайен Ніколеріс,  Флорін Парвулеску,  Енн Пінскер, Віктор Ромасевич, Філіп Сантос, Пітер Шелтон — скрипка
- Кріс Богіос, Гленн Фіштал,  Ендрю Маккендлес,  Крейґ Морріс — труба
- Стівен Полсон, Стівен Дібнер, Роб Веєр — фагот
- Стівен Браунштайн — контрафагот
- Чарльз Чандлер,  Лоренс Епштейн, Кріс Ґілберт,  Вільям Рітчен, Стівен Трамонтоззі,  С. Марк Райт — контрабас
- Ентоні Дж. Чіроне, Рей Фроліх,  Томас Гемпгілл, Арті Сторч — ударні музичні інструменти
- Дон Ерліх, Джина Файнгауер, Девід Ґодрі, Крістіна Кінґ, Юнь Цзє Лю, Сет Мауснер, Ненсі Северанс, Джеральдін Волтер — віола
- Джон Енґелкс, Том Горніґ, Пол Велкомер, Джефф Будін — тромбон
- Джулі Енн Джакобассі, Юджин Ізотов, Памела Сміт — гобой
- Расс деЛуна — англійський ріжок
- Девід Герберт — літаври
- Лінда Лукас, Тім Дей,  Робін МакКі — флейта
- Девід Нуман, Кері Белл, Луїс Біз — кларнет
- Бен Фріемут — бас-кларнет
- Кетрін Пейн — флейта-піколо
- Навад Хуш'яр — свисток
- Дуглас Ріот — арфа
- Робін Сазерленд — клавішні
- Пітер Вархфтіг — туба

### Виробництво
- Боб Рок, Джеймс Хетфілд, Ларс Ульріх, Майкл Камен — продюсери
- Боб Рок, Ренді Стауб — інженери
- Ренді Стауб — мікшування
- Джордж Меріно — мастеринґ
- Біллі Бауерс, Пол ДеКарлі, Майк Ґілліс, Даррен Ґраґн — цифровий монтаж
- Стівен МакЛафлін — запис
- Джон Вртачич — технічна підтримка
- Джеймс Бретт, Даррен Ґраґн, Біллі Конкел, Лефф Лефферс, Кент Матке, Стівен МакЛафлін —  асистенти
- Джеффрі Александер, Тед Аллен, Піт Ентоні, Кріс Вагнер, Брюс Бабкок, Кріс Бортман, Боб Елахай, Майкл Камен, Блейк Нілі, Джонатан Сакс, Бред Варнаар — оркестрування
- Майкл Камен — музичний директор
- Джеймс Бретт, Блейк Нілі, Майкл Прайс — підготовка музики
- Вік Фрейзер, Блейк Нілі — копіїст музики
- Майкл Камен — аранжувальник
- Енді Ейрфікс — дизайн
- Антон Корбейн — фотограф
- Майкл Камен — нотатки до альбому

### Відеовиробництво
- Уейн Ішем — режисер відео
- Барт Ліптон, Дана Маршалл — продюсери відео